# Saperda scalaris
Saperda scalaris је врста инсекта из реда тврдокрилаца (Coleoptera) и породице стрижибуба (Cerambycidae). Сврстана је у потпородицу Lamiinae.

## Опис
Тело је црно, издужено, обрасло обилним, дугим и усправним длакама. Глава, пронотум, скутелум и доња страна тела покривени су густим жутим или зеленкастим томентом. Пронотум је попречан, а шаре на покрилцима варијабилне. Дужина тела од 14 до 22 mm. 

## Распрострањеност
Врста је распрострањена на подручју Европе, Мале Азије, Казахстана и Алжира. У Србији је налажена спорадично, углавном на старим стаблима листопадног дрвећа.

## Биологија
Животни циклус траје од једне до три године, ларве се развијају у мртвим, сувим, обореним стаблима, гранама и пањевима. Адулти се најчешће налазе на обореним или стојећим сувим стаблима. Активни су од априла до августа. Као домаћини јављају се различите врсте листопадног дрвећа, врло ретко четинари.

## Статус заштите
Врста се налази на Европској црвеној листи сапроксилних тврдокрилаца.

## Синоними
- Lamia scalaris (Linnaeus, 1758)
- Cerambyx scalaris Linnaeus, 1758